# جایزه یادبود تورلف رافتو

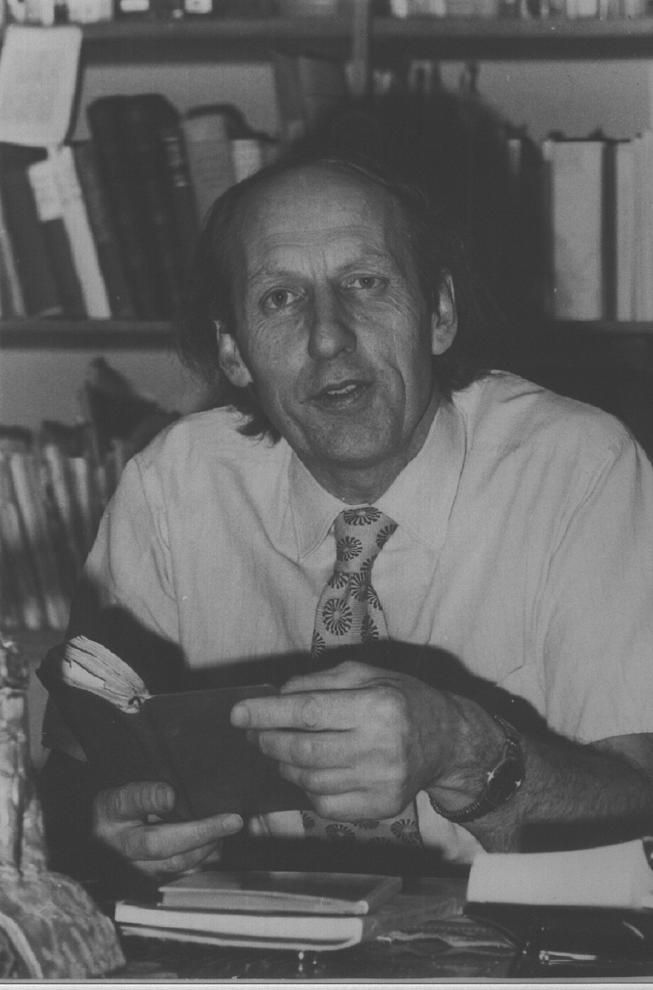
اعطا شده توسط بنیاد حقوق بشر رافتو

جایزه یادبود تورلف رافتو (انگلیسی: Thorolf Rafto Memorial Prize) در یادبود پروفسور تورلف رافتو نروژی که یک فعال حقوق بشر اهل نروژ بود، ایجاد شده‌است.

## سازمان
این جایزه سالانه توسط بنیاد حقوق بشر تورلف رافتو (Thorolf Rafto) به برگزیدگان اعطا می‌شود که براساس سنت‌های انسانی قراردادهای هلسینکی و برای ترویج بنیادین حقوق بشر و روشنفکران سیاسی تشکیل شده‌است. امروزه این بنیاد در خانه حقوق بشر برگن، نروژ استقرار دارد. کار اصلی این بنیاد، از جمله سازمان مراسم تحویل سال، توسط یک تیم کوچک از کارکنان حرفه‌ای و داوطلبان انجام می‌شود. مراسم اهدای جایزه سالانه، همه ساله این مراسم در نوامبر به‌طور زنده و عمومی در برگن برگزار می‌شود.
ایده ابتدایی جایزه رافتو، ارائه یک پلتفرم اطلاعاتی اساسی برای برندگان جایزه بود که می‌توانست توجه بیشتری را از رسانه‌های بین‌المللی و حمایت از سازمان‌های سیاسی و غیر سیاسی دریافت کند. با اعطای جایزه رافتو، بنیاد حقوق بشر رافتو تلاش می‌کند توجه خود را به صداهای مستقل جلب کند زیرا به دلیل رژیم‌های سرکش و فاسد همیشه این صداها شنیده نمی‌شود. به عنوان مثال، چهار برنده جایزه رافتو بعداً کمک‌های بین‌المللی بیشتری دریافت کردند و جایزه صلح نوبل را به دست آوردند. برای همین جایگاه جایزه رافتو قبل از جایزه صلح نوبل عقب افتاده‌است، آنگ سان سو چی، خوزه راموس هورتا، کیم دای جونگ و شیرین عبادی جایزه صلح نوبل در این زمره‌اند.

## تاریخچه
تورلف رافتو استاد تاریخ اقتصادی در دانشکده اقتصاد و مدیریت بازرگانی نروژبود. او همچنین به دلیل فعالیت‌های سیاسی خود در اروپای شرقی، به ویژه در مجارستان، چکسلواکی و لهستان به خوبی شناخته شده بود. در سفری به پراگ در سال ۱۹۷۹ برای برگزاری یک سخنرانی برای دانشجویانی که به دلایل سیاسی از دانشگاه‌ها حذف شده‌اند. رافتو توسط پلیس امنیت کمونیستی دستگیر و مورد ضرب و شتم قرار گرفت که ممکن است منجر به جراحات و تضعیف سلامتی وی شود. در ۴ نوامبر ۱۹۸۶ تورلف رافتو درگذشت.